# Jax Forrest
Jaxen Patrick Forrest (ur. 2006) – amerykański zapaśnik walczący w stylu wolnym. 
Złoty medalista mistrzostw panamerykańskich w 2025. Wicemistrz świata kadetów w 2022 roku. 
Zawodnik Bishop McCort High School z Johnstown i Oklahoma State University.